# Condylostylus trigonifer
Condylostylus trigonifer är en tvåvingeart som först beskrevs av Walker 1858.  Condylostylus trigonifer ingår i släktet Condylostylus och familjen styltflugor. Inga underarter finns listade i Catalogue of Life.